# Gottlob Weiss
Gottlob Eduardo Weiss (ur. 1 stycznia 1886, zm. 3 marca 1946) – argentyński piłkarz, grający na pozycji pomocnika.

## Kariera klubowa
Gottlob Weiss rozpoczął karierę w klubie Barracas Athletic Buenos Aires w 1902. Z Barracas zdobył wicemistrzostwo Argentyny w 1902.
W latach 1904–1910 występował Alumni AC. Z Alumni pięciokrotnie zdobył mistrzostwo Argentyny w 1905, 1906, 1907, 1909, 1910.

## Kariera reprezentacyjna
W reprezentacji Argentyny Weiss występował w latach 1903–1910. W reprezentacji zadebiutował 13 września 1903 w przegranym 2-3 towarzyskim meczu z Urugwajem.. W 1910 został powołany na pierwszą, jeszcze nieoficjalną edycję Mistrzostw Ameryki Południowej, który wówczas nazywał się Copa Centenario Revolución de Mayo 1910. Na turnieju w Buenos Aires Brown wystąpił w meczu Argentyny z Chile, w którym w 66 min. zdobył bramkę. Był to zarazem jego ostatni mecz w reprezentacji. Ogółem w barwach albicelestes wystąpił w 7 meczach, w których zdobył bramkę.
| Mecze i gole w reprezentacji | Mecze i gole w reprezentacji | Mecze i gole w reprezentacji | Mecze i gole w reprezentacji | Mecze i gole w reprezentacji | Mecze i gole w reprezentacji | Mecze i gole w reprezentacji |
| #                            | Data                         | Miasto                       | Przeciwnik                   | Gol                          | Wynik                        | Rozgrywki                    |
| ---------------------------- | ---------------------------- | ---------------------------- | ---------------------------- | ---------------------------- | ---------------------------- | ---------------------------- |
| 1.                           | 13.09.1903                   | Buenos Aires                 | Urugwaj                      |                              | 2:3                          | mecz towarzyski              |
| 2.                           | 15.08.1905                   | Buenos Aires                 | Urugwaj                      |                              | 0:0                          | Copa Lipton                  |
| 3.                           | 15.08.1906                   | Montevideo                   | Urugwaj                      |                              | 2:0                          | Copa Lipton                  |
| 4.                           | 21.10.1906                   | Buenos Aires                 | Urugwaj                      |                              | 2:1                          | Copa Lipton                  |
| 5.                           | 15.08.1907                   | Buenos Aires                 | Urugwaj                      |                              | 2:1                          | Copa Lipton                  |
| 6.                           | 13.09.1908                   | Buenos Aires                 | Urugwaj                      |                              | 2:1                          | Copa Lipton                  |
| 7.                           | 05.06.1910                   | Buenos Aires                 | Chile                        | Gol                          | 5:1                          | Copa Centenario              |